# エヴァー・アンダーソン
エヴァー・アンダーソン（Ever Gabo Anderson、2007年11月3日 - ）は、アメリカ合衆国の女優、モデル。

## 来歴・人物
ロサンゼルス出身。父親は『バイオハザードシリーズ』で知られる映画監督のポール・W・S・アンダーソン、母親はその『バイオハザードシリーズ』で主人公のアリス・アバーナシー役を演じた女優のミラ・ジョヴォヴィッチ。
2016年、父・アンダーソンが監督、母・ジョヴォヴィッチが主演した映画『バイオハザード: ザ・ファイナル』でキーパーソンとなるアリシア・マーカスの少女期/レッドクイーン役でデビューした。2021年の映画『ブラック・ウィドウ』では主人公ナターシャ・ロマノフの少女期を演じた。2023年公開予定の映画『ピーター・パン&ウェンディ』ではウェンディ・ダーリング役を演じている。
日本文化への関心を公言しており、Instagramの投稿や日本向けのコメント映像において日本語を使用することがある。

## 主な出演作品
| 公開年 | 邦題 原題                                           | 役名                                        | 備考 | 吹き替え        |
| ------ | --------------------------------------------------- | ------------------------------------------- | ---- | --------------- |
| 2016   | バイオハザード: ザ・ファイナル Biohazard: The Final | アリシア・マーカス（少女期）/レッドクイーン |      | なし/かないみか |
| 2021   | ブラック・ウィドウ Black Widow                      | ナターシャ・ロマノフ（少女期）              |      | 平山真滉        |
| 2023   | ピーター・パン&ウェンディ Peter Pan & Wendy         | ウェンディ・ダーリング                      |      | 東郷姫奈        |